# Spargania olivata
Spargania olivata là một loài bướm đêm trong họ Geometridae.